# Agrostis marschalliana
Agrostis marschalliana é uma espécie de gramínea do gênero Agrostis, pertencente à família Poaceae.